# 青草背长江大桥
青草背长江大桥，位于重庆市涪陵区与南川区之间，距离李渡长江大桥1000余米，是重庆三环高速公路中的重点控制工程。